# Grande Prêmio da Austrália de 1988
Resultados do Grande Prêmio da Austrália de Fórmula 1 realizado em Adelaide em 13 de novembro de 1988. Décima sexta etapa do campeonato, foi vencido pelo francês Alain Prost, que subiu ao pódio junto a Ayrton Senna numa dobradinha da McLaren-Honda, com Nelson Piquet em terceiro pela Lotus-Honda.

## Resumo

### Termina a primeira "era turbo"
Ayrton Senna comemorou o título mundial numa viagem a Bali e lá permitiu-se bancar o goleiro ao jogar futebol com os amigos numa travessura que acabou por lesionar sua mão direita. Ao chegar na Austrália, ele afastou os rumores a respeito de sua participação na corrida, onde Emanuele Pirro, piloto de testes da McLaren, o substituiria. "Não existe nenhuma chance de eu não correr por causa disso". Discreto, ele evitou o público e a imprensa o máximo que pôde, mas ao chegar nos boxes de sua equipe, o assédio de torcedores e funcionários de outros times foi inevitável, mas nada que alguns apertos de mão e um punhado de autógrafos não resolvesse. "Pela primeira vez na vida, não me preocupei em traçar uma estratégia de corrida. Parece que tirei um peso enorme das costas", disse ao comentar a importância do título conquistado alguns dias antes no Japão.
"Para ser um verdadeiro campeão não basta ter talento e dedicação, como Senna tem. É preciso ter também um senso ético e uma humanidade que ele não tem", declarou o tricampeão Jackie Stewart ao Jornal do Brasil dias antes da etapa japonesa. Naquela ocasião, o ex-piloto britânico desfiou um rosário de críticas ao brasileiro, citando a fechada que Ayrton Senna deu em Alain Prost em Portugal como prova de suas arguições. Ao encontrar Senna em Adelaide, Stewart o cumprimentou com um sorriso no rosto, gesto correspondido pelo piloto da McLaren. Apesar de tanta civilidade, as críticas de Stewart não foram esquecidas, razão pela qual Senna negou uma entrevista exclusiva ao vetusto interlocutor, preferindo atendê-lo durante a coletiva organizada pela Marlboro. "Ele tem que me engolir. A resposta que eu deveria dar foi dada na pista, no Japão. Não preciso dizer mais nada", declarou o piloto à imprensa brasileira.
Também avesso a críticas, Ron Dennis exigiu um pedido de desculpas de Jean-Marie Balestre após do boquirroto presidente da FISA insinuar que a McLaren favoreceu Ayrton Senna na decisão do título mundial, aleivosia rechaçada com vigor pela equipe de Woking. Birrento, o cartola francês exigiu que os comissários da FISA esquadrinhassem a McLaren afim de confirmar sua insana teoria de boicote a Alain Prost, mas ao final descobriu-se que uma "marcha empenada" foi a responsável pelo mau funcionamento do câmbio de Prost. Furioso com essa inspeção irregular, Ron Dennis não citou nomes, embora suas declarações tivessem um destino evidente. "O que aconteceu no Japão foi um precedente extremamente perigoso e, por isso, não permitiremos que ele volte a ocorrer. É preciso estabelecer um limite de até aonde podem chegar os comissários de corridas. Não podemos dar acesso completo ao nosso carro, porque isso significaria abrir os segredos de nossa superioridade tecnológica".
Em meio a tantos egos sensíveis, convém lembrar que o ano de 1988 encerra o fim da primeira "era turbo" na Fórmula 1, iniciada quando o francês Jean-Pierre Jabouille classificou sua Renault em vigésimo primeiro lugar no Grande Prêmio da Grã-Bretanha de 1977. Aliás, o próprio Jabouille foi o primeiro a vencer usando o potente motor ao triunfar no Grande Prêmio da França de 1979. Ao todo, seis pilotos foram campeões mundiais com motores turbo, linhagem iniciada com Nelson Piquet ao volante de uma Brabham-BMW no Grande Prêmio da África do Sul de 1983.

### McLaren na primeira fila
"A dor não é forte, mas é suficiente para me atrapalhar a concentração, principalmente nas reduzidas. Espero que melhore até a corrida, do contrário pode ser um incômodo numa corrida tão longa", comentou Ayrton Senna sobre seu desempenho nos treinos na manhã de sexta-feira. Horas mais tarde, o piloto começou o primeiro treino de classificação utilizando ataduras, mas removeu-as no decorrer da sessão. Em sua única volta onde não encontrou tráfego, ele errou numa curva prejudicando o seu desempenho. Durante quase todo o tempo, Alain Prost liderou a tabela de classificação antes que Senna ocupasse a referida posição até a última volta do treino, quando o francês deu o troco superando o seu adversário por míseros (mas suficientes) cento e cinquenta e três milésimos de segundo. A seguir vieram as Williams de Nigel Mansell e Riccardo Patrese, cujos motores aspirados beneficiaram-se da baixa velocidade exigida no circuito australiano, apesar da pouca aderência do asfalto. Em quinto lugar, Gerhard Berger deu algum alento à Ferrari após errar uma freada, perder o aerofólio e bater no muro logo no começo do treino. Por outro lado, a Arrows de Derek Warwick foi a surpresa do dia com o sexto lugar. Mas, como nem tudo são flores, a Ligier de Stefan Johansson saiu dos boxes e trafegava lentamente pela pista quando foi abalroado pela Minardi do espanhol Luis Perez Sala.
O sábado terminou sem que ninguém tomasse a primeira fila da McLaren, mas Ayrton Senna capturou a pole position deixando Alain Prost em segundo lugar. Nigel Mansell permaneceu em terceiro, mas ao seu lado estava Gerhard Berger, futuro companheiro do "leão" na Ferrari. Valendo-se da experiência, Nelson Piquet pôs a Lotus em quinto lugar dividindo a fila com a Williams de Riccardo Patrese, o qual igualou o recorde de 176 provas disputados na Fórmula 1, marca estabelecida por Jacques Laffite no Grande Prêmio da Grã-Bretanha de 1986. Em décimo segundo lugar, Michele Alboreto deu tons de frustração ao vermelho de sua Ferrari enquanto Satoru Nakajima, décimo terceiro no grid comemorava a renovação de seu contrato com a Lotus. Estreante do dia, o francês Pierre-Henri Raphanel, contratado pela Larrousse (sob o chassis Lola) para substituir Aguri Suzuki, sofreu uma avaria no câmbio e não se classificou para a última etapa do campeonato. Foi a 40ª (quadragésima) pole position da equipe fundada por Bruce McLaren, que em 1988 somou quinze poles em dezesseis possíveis, treze das quais com Ayrton Senna.

### Pódio exclusivo dos campeões
Mesmo sob o dever de competir, Ayrton Senna estava tranquilo a ponto de prometer "uma surpresa" aos seus fãs durante a corrida. No momento da largada, entretanto, deu-se o inversoː Alain Prost tomou a liderança na hora da largada e o brasileiro sofreu com o cerco de Gerhard Berger, que o ultrapassaria ao final da reta na terceira volta. Em quarto lugar, a Lotus de Nelson Piquet mantinha-se adiante das Williams de Riccardo Patrese e Nigel Mansell, sendo esta a feição inicial da prova. Ignorando o risco de ficar sem combustível, o austríaco da Ferrari acelerou tudo o que podia e ultrapassou Prost na décima quarta volta. Deste momento em diante, o piloto de Maranello aumentou sua diferença em relação a Prost, mas o francês ignorou as estripulias do rival pois sabia, ao entreouvir uma conversa de um membro da Ferrari durante o café da manhã, que o ritmo alucinado de Berger resultaria numa pane seca.
Relegado ao terceiro lugar, Ayrton Senna sofria com a potência irregular de seu turbo e problemas de câmbio, razão pela qual sua vantagem sobre Nelson Piquet caiu de quarenta para dezoito segundos. Mesmo com os dois brasileiros relativamente próximos, não houve duelo, afinal Senna estabilizou a diferença em relação a Piquet tanto quanto este conseguia acelerar nas retas e contornar bem as curvas para manter Patrese e Mansell atrás de si. Quem não soube lidar com os obstáculos foi Gerhard Berger, pois ao final de vinte e cinco voltas ele forçou a ultrapassagem sobre o retardatário René Arnoux na reta Brabham, todavia, como os freios do bólido carmim estavam gastos àquela altura, Berger acertou a Ligier, resvalou na zebra e abandonou a contenda. Fim de ano desastroso para a Ferrari, pois Michele Alboreto despediu-se da equipe nos primeiros metros da corrida ao ser atingido pela Dallara de Alex Caffi.
Novamente líder da prova, Alain Prost não precisou forçar o ritmo para distanciar-se de Ayrton Senna, cujo esforço ao manusear um câmbio defeituoso agravou as dores em seu pulso machucado, impedindo uma perseguição efetiva ao condutor francês, além disso, a posição vulnerável de Senna o fez acelerar e consumir mais gasolina a fim de evitar uma aproximação de Nelson Piquet. Em quarto e quinto lugares, as Williams lutavam entre si com Riccardo Patrese em vantagem até derrapar na volta cinquenta e dois, cedendo a posição para Nigel Mansell. O britânico, entretanto, ficou pelo caminho após a volta sessenta e cinco, também por falta de breque, e encerrou seu contrato com o time de Grove ao atingir a barreira de pneus. Andrea de Cesaris ascendeu ao quinto lugar com sua Rial tendo Thierry Boutsen atrás de si pela Benetton.
Quatro pilotos ficarem pelo caminho entre as voltas setenta e três e setenta e sete, afastando o marasmo da corrida australiana em seus giros finais. Entretanto, a McLaren venceu com Alain Prost em dobradinha com Ayrton Senna, deixando Nelson Piquet em terceiro a bordo da Lotus, garantindo um pódio exclusivo da Honda. Único a terminar na mesma volta dos líderes, Riccardo Patrese levou sua Williams ao quarto lugar, Thierry Boutsen despediu-se da Benetton em quinto e Ivan Capelli terminou em sexto com a March ante a pane seca na Rial de Andrea de Cesaris. Por fim, a Minardi de Pierluigi Martini foi o último carro a cruzar a linha de chegada na etapa australiana, aliás, a última corrida de Philippe Streiff, piloto da AGS, vítima de um grave acidente nos testes de pré-temporada de 1989 em Jacarepaguá..
Alain Prost cruzou a linha de chegada com o braço direito erguido e comemorou a trigésima quinta vitória de sua carreira na cerimônia do pódio enquanto Ayrton Senna esfregava o pulso, em sinal de dor. O brasileiro atribuiu seu resultado a uma largada ruim, falta de potência no motor e defeitos no câmbio, reconhecendo, porém, a superioridade de Prost durante a corrida. Em terceiro lugar, Nelson Piquet viveu o melhor encerramento possível para um campeonato abaixo das expectativas. Nem mesmo a presença de Bob Hawke, primeiro-ministro australiano, inibiu os pilotos, que logo começaram o tradicional banho de champanhe e nele tanto Hawke quanto Ron Dennis foram contemplados. Todavia, para o chefão da McLaren a satisfação era maior, pois sob o seu controle estava a melhor equipe da Fórmula 1, profícua em números superlativosː Ayrton Senna foi campeão com 90 pontos e Alain Prost vice com 87 pontos, enquanto a McLaren venceu o mundial de construtores com 199 pontos.  Dentre os recordes estabelecidos pelo time de Woking, o percentual de vitórias num mesmo ano (93,75%, resultado de 15 vitórias em 16 possíveis) ainda vigora em 2022.
Esta prova entrou para a história como a primeira a ter um pódio formado por campeões mundiais desde Emerson Fittipaldi, Jackie Stewart e Denny Hulme no Grande Prêmio do Brasil de 1973. Esta foi também a última corrida dos motores turbo na Fórmula 1 até o Grande Prêmio da Austrália de 2014.

## Classificação

### Pré-classificação
| Pos. | N.º | Piloto            | Construtor    | Tempo    | Dif.    |
| ---- | --- | ----------------- | ------------- | -------- | ------- |
| 1    | 36  | Alex Caffi        | Dallara-Ford  | 1:21.519 | —       |
| 2    | 33  | Stefano Modena    | EuroBrun-Ford | 1:21.901 | + 0.382 |
| 3    | 31  | Gabriele Tarquini | Coloni-Ford   | 1:22.022 | + 0.503 |
| 4    | 32  | Oscar Larrauri    | EuroBrun-Ford | 1:24.634 | + 3.115 |
| DNPQ | 21  | Nicola Larini     | Osella        | 1:28.440 | + 6.921 |

### Treinos classificatórios
| Pos.    | N.º | Piloto                | Construtor      | Q1       | Q2       | Dif.    |
| ------- | --- | --------------------- | --------------- | -------- | -------- | ------- |
| 1       | 12  | Ayrton Senna          | McLaren-Honda   | 1:18.332 | 1:17.748 | —       |
| 2       | 11  | Alain Prost           | McLaren-Honda   | 1:18.179 | 1:17.880 | + 0.132 |
| 3       | 5   | Nigel Mansell         | Williams-Judd   | 1:19.427 | 1:19.508 | + 1.760 |
| 4       | 28  | Gerhard Berger        | Ferrari         | 1:20.019 | 1:19.517 | + 1.769 |
| 5       | 1   | Nelson Piquet         | Lotus-Honda     | 1:20.477 | 1:19.535 | + 1.787 |
| 6       | 6   | Riccardo Patrese      | Williams-Judd   | 1:19.925 | 1:19.998 | + 2.177 |
| 7       | 17  | Derek Warwick         | Arrows-Megatron | 1:20.086 | 1:20.495 | + 2.338 |
| 8       | 19  | Alessandro Nannini    | Benetton-Ford   | 1:20.331 | 1:20.182 | + 2.434 |
| 9       | 16  | Ivan Capelli          | March-Judd      | 1:21.136 | 1:20.459 | + 2.711 |
| 10      | 20  | Thierry Boutsen       | Benetton-Ford   | 1:21.114 | 1:20.486 | + 2.738 |
| 11      | 36  | Alex Caffi            | Dallara-Ford    | 1:20.781 | 1:20.881 | + 3.033 |
| 12      | 27  | Michele Alboreto      | Ferrari         | 1:20.844 | 1:20.964 | + 3.096 |
| 13      | 2   | Satoru Nakajima       | Lotus-Honda     | 1:21.542 | 1:20.852 | + 3.104 |
| 14      | 23  | Pierluigi Martini     | Minardi-Ford    | 1:21.905 | 1:21.133 | + 3.385 |
| 15      | 22  | Andrea de Cesaris     | Rial-Ford       | 1:21.944 | 1:21.164 | + 3.416 |
| 16      | 14  | Philippe Streiff      | AGS-Ford        | 1:22.170 | 1:21.262 | + 3.514 |
| 17      | 3   | Jonathan Palmer       | Tyrrell-Ford    | 1:21.959 | 1:21.307 | + 3.559 |
| 18      | 18  | Eddie Cheever         | Arrows-Megatron | 1:21.393 | 1:21.514 | + 3.645 |
| 19      | 15  | Maurício Gugelmin     | March-Judd      | 1:21.871 | 1:21.554 | + 3.806 |
| 20      | 33  | Stefano Modena        | EuroBrun-Ford   | 1:21.972 | 1:21.856 | + 4.108 |
| 21      | 24  | Luis Pérez-Sala       | Minardi-Ford    | 1:23.022 | 1:21.893 | + 4.145 |
| 22      | 26  | Stefan Johansson      | Ligier-Judd     | 1:23.417 | 1:21.988 | + 4.240 |
| 23      | 25  | René Arnoux           | Ligier-Judd     | 1:23.547 | 1:22.028 | + 4.280 |
| 24      | 30  | Philippe Alliot       | Lola-Ford       | 1:22.420 | 1:22.211 | + 4.463 |
| 25      | 32  | Oscar Larrauri        | EuroBrun-Ford   | 1:23.413 | 1:22.213 | + 4.465 |
| 26      | 9   | Piercarlo Ghinzani    | Zakspeed        | 1:22.348 | 1:22.271 | + 4.523 |
| 27      | 31  | Gabriele Tarquini     | Coloni-Ford     | 1:23.650 | 1:22.393 | + 4.645 |
| 28      | 4   | Julian Bailey         | Tyrrell-Ford    | 1:23.530 | 1:22.529 | + 4.781 |
| 29      | 29  | Pierre-Henri Raphanel | Lola-Ford       | 1:23.393 | 1:22.733 | + 4.985 |
| 30      | 10  | Bernd Schneider       | Zakspeed        | 1:24.221 | 1:23.025 | + 5.277 |
| Fontes: |     |                       |                 |          |          |         |

### Corrida
| Pos.    | N.º | Piloto                | Construtor      | Voltas | Tempo/Diferença      | Grid | Pontos |
| ------- | --- | --------------------- | --------------- | ------ | -------------------- | ---- | ------ |
| 1       | 11  | Alain Prost           | McLaren-Honda   | 82     | 1:53:14.676          | 2    | 9      |
| 2       | 12  | Ayrton Senna          | McLaren-Honda   | 82     | + 36.387             | 1    | 6      |
| 3       | 1   | Nelson Piquet         | Lotus-Honda     | 82     | + 47.546             | 5    | 4      |
| 4       | 6   | Riccardo Patrese      | Williams-Judd   | 82     | + 1:20.088           | 6    | 3      |
| 5       | 20  | Thierry Boutsen       | Benetton-Ford   | 81     | + 1 volta            | 10   | 2      |
| 6       | 16  | Ivan Capelli          | March-Judd      | 81     | + 1 volta            | 9    | 1      |
| 7       | 23  | Pierluigi Martini     | Minardi-Ford    | 80     | + 2 voltas           | 14   |        |
| 8       | 22  | Andrea de Cesaris     | Rial-Ford       | 77     | Pane seca            | 15   |        |
| 9       | 26  | Stefan Johansson      | Ligier-Judd     | 76     | Pane seca            | 22   |        |
| 10      | 30  | Philippe Alliot       | Lola-Ford       | 75     | Pane seca            | 24   |        |
| 11      | 14  | Philippe Streiff      | AGS-Ford        | 73     | Pane elétrica        | 16   |        |
| Ret     | 9   | Piercarlo Ghinzani    | Zakspeed        | 69     | Bomba de combustível | 26   |        |
| Ret     | 5   | Nigel Mansell         | Williams-Judd   | 65     | Rodou                | 3    |        |
| Ret     | 19  | Alessandro Nannini    | Benetton-Ford   | 63     | Rodou                | 8    |        |
| Ret     | 33  | Stefano Modena        | EuroBrun-Ford   | 63     | Semieixo             | 20   |        |
| Ret     | 17  | Derek Warwick         | Arrows-Megatron | 52     | Motor                | 7    |        |
| Ret     | 18  | Eddie Cheever         | Arrows-Megatron | 51     | Motor                | 18   |        |
| Ret     | 15  | Maurício Gugelmin     | March-Judd      | 46     | Colisão              | 19   |        |
| Ret     | 2   | Satoru Nakajima       | Lotus-Honda     | 45     | Colisão              | 13   |        |
| Ret     | 24  | Luis Pérez-Sala       | Minardi-Ford    | 41     | Motor                | 21   |        |
| Ret     | 36  | Alex Caffi            | Dallara-Ford    | 32     | Embreagem            | 11   |        |
| Ret     | 28  | Gerhard Berger        | Ferrari         | 25     | Colisão              | 4    |        |
| Ret     | 25  | René Arnoux           | Ligier-Judd     | 24     | Colisão              | 23   |        |
| Ret     | 3   | Jonathan Palmer       | Tyrrell-Ford    | 16     | Transmissão          | 17   |        |
| Ret     | 32  | Oscar Larrauri        | EuroBrun-Ford   | 12     | Semieixo             | 25   |        |
| Ret     | 27  | Michele Alboreto      | Ferrari         | 0      | Colisão              | 12   |        |
| DNQ     | 31  | Gabriele Tarquini     | Coloni-Ford     |        |                      |      |        |
| DNQ     | 4   | Julian Bailey         | Tyrrell-Ford    |        |                      |      |        |
| DNQ     | 29  | Pierre-Henri Raphanel | Lola-Ford       |        |                      |      |        |
| DNQ     | 10  | Bernd Schneider       | Zakspeed        |        |                      |      |        |
| DNPQ    | 21  | Nicola Larini         | Osella          |        |                      |      |        |
| Fontes: |     |                       |                 |        |                      |      |        |

## Tabela do campeonato após a corrida
| Pos.    | Piloto           | Pontos |
| ------- | ---------------- | ------ |
| 1       | Ayrton Senna     | 90     |
| 2       | Alain Prost      | 87     |
| 3       | Gerhard Berger   | 41     |
| 4       | Thierry Boutsen  | 31     |
| 5       | Michele Alboreto | 24     |
| Fontes: |                  |        |

| Pos.    | Equipe        | Pontos |
| ------- | ------------- | ------ |
| 1       | McLaren-Honda | 199    |
| 2       | Ferrari       | 65     |
| 3       | Benetton-Ford | 46     |
| 4       | Lotus-Honda   | 21     |
| 5       | Williams-Judd | 20     |
| Fontes: |               |        |